# Epiphragma (Epiphragma) auricosta
Epiphragma (Epiphragma) auricosta is een tweevleugelige uit de familie steltmuggen (Limoniidae). De soort komt voor in het Neotropisch gebied.